# Jim Tucker (koszykarz)
James D. Tucker (ur. 11 grudnia 1932 w Paris, zm. 14 maja 2020 w Jacksonville) – amerykański koszykarz, występujący na pozycji silnego skrzydłowego.
Skrzydłowy z uniwersytetu w Duquesne, został wybrany w 1954 w drafcie NBA przez Syracuse Nationals (3 runda). Grał przez 3 sezony (1954-57) w zawodowej lidze koszykarskiej – NBA. Podczas swej kariery osiągnął średnią 4,1 punktu na mecz. Zdobył mistrzostwo ligi w 1955 roku.
Tucker, wraz z kolegą z drużyny, Earlem Lloydem zostali pierwszymi w historii Afroamerykanami, którzy sięgnęli po mistrzostwo NBA.
20 lutego 1955 roku, podczas swojego debiutanckiego sezonu, uzyskał „najszybsze” triple-double w historii NBA. Potrzebował na to zaledwie 17 minut. Nationals wygrali wtedy z New York Knicks 104-84, a Tucker zanotował na swoim koncie 12 punktów, 10 zbiórek i 12 asyst. Uzyskał je jako pierwszy debiutant w historii i zarazem Afroamerykanin.

## Osiągnięcia
NBA
- Mistrz NBA (1955)[2]